# Mihály Nagymarosi
Mihály Nagymarosi (Nagymaros, 6 ottobre 1919 – 7 settembre 2002) è stato un calciatore ungherese, di ruolo attaccante.

## Carriera

### Club
Ha sempre giocato nel campionato ungherese.

### Nazionale
Ha collezionato 13 presenze con la maglia della nazionale, con cui ha anche segnato 3 reti.

## Palmarès

### Club

#### Competizioni nazionali
- Campionato ungherese: 3

Budapesti Dózsa: 1945, 1945-1946, 1946-1947

### Nazionale
- Coppa Internazionale: 1

Ungheria: 1953